# Côte d'Ivoire aux Jeux paralympiques d'été de 2004
La Côte d'Ivoire a participé aux Jeux paralympiques d'été de 2004 à Athènes. Il s'agissait de sa 3e participation à ces Jeux. Le pays n'a remporté aucune médaille.

## Nombre d'athlètes qualifiés par sport
| Sport        | Hommes | Femmes | Total |
| ------------ | ------ | ------ | ----- |
| Dynamophilie | 1      | 0      | 1     |
| Athlétisme   | 1      | 0      | 1     |
| Total        | 2      | 0      | 2     |

## Résultats

### Athlétisme

#### Homme
| Athlète               | Classe | Événement | Séries   | Séries | Demi-finale | Demi-finale | Final    | Final |
| Athlète               | Classe | Événement | Résultat | Rang   | Résultat    | Rang        | Résultat | Rang  |
| --------------------- | ------ | --------- | -------- | ------ | ----------- | ----------- | -------- | ----- |
| Oumar Basakoulba Koné | T46    | 400 m     | 52.11    | 2e Q   | -           | -           | 50,72    | 4e    |
| Oumar Basakoulba Koné | T46    | 800 m     | 2:04.12  | 8e Q   | -           | -           | 1:59.78  | 6e    |

### Dynamophilie
| Athlète           | Événement    | Résultat | Rang |
| ----------------- | ------------ | -------- | ---- |
| Alidou Diamouténé | Hommes 48 kg | 130,0    | 7e   |